# Mesoregione di Assis
Assis è una mesoregione dello Stato di San Paolo, in Brasile.

## Microregioni
Comprende 2 microregioni:
- Assis
- Ourinhos